# Corythalia alacris
Corythalia alacris is een spinnensoort in de taxonomische indeling van de springspinnen (Salticidae).
Het dier behoort tot het geslacht Corythalia. De wetenschappelijke naam van de soort werd voor het eerst geldig gepubliceerd in 1896 door Elizabeth Maria Gifford Peckham & George William Peckham.